# Колмен (Техас)
Ко́лмен (англ. Coleman) — город в США, расположенный в центральной части штата Техас, административный центр одноимённого округа. По данным переписи за 2010 год число жителей составляло 4709 человек, по оценке Бюро переписи США в 2016 году в городе проживал 4431 человек.

## История

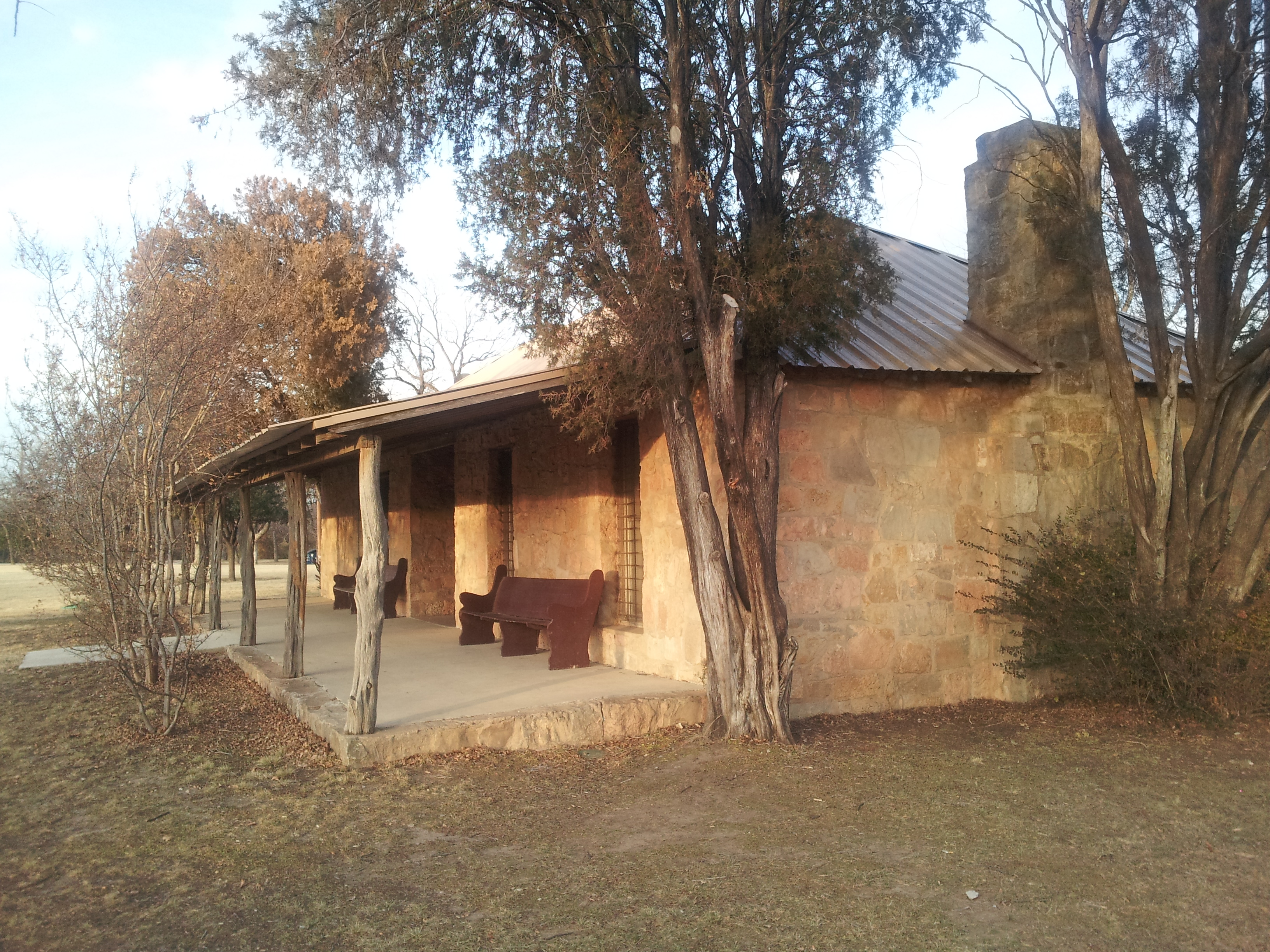
Реплика административного здания лагеря Колорадо

1876 году землевладелец Клау пожертвовал на центр округа 160 акров земли у ручья Хордс-Крик. Через город проходила дорога Great Western Trail, что позволило Колмену процветать в качестве перевалочного центра для тех, кто ехал в направлении Додж-Сити, штат Канзас. Город, как и округ, был назван в честь соратника Сэма Хьюстона Роберта Коулмена. Здание суда округа поначалу служило также и магазином и местом для проведения церковных служб и обрядов.
В 1879 году была основана первая частная школа, через три года открылась общественная школа. В 1877 году начался выпуск первой газеты Coleman Telegram/ Газета просуществовала недолго, на смену ей пришли издания Coleman Voice и Coleman Democrat. Железная дорога Santa Fe Railroad прошла в 8 километрах от города, но в 1886 году была построена ветка до Колмена. После 1900 года экономика региона переключилась на выращивание хлопка. Во времена Великой депрессии многие фермеры были вынуждены покинуть регион. Позже в городе открылось производства мясопереработки, добычи шерсти, производство кирпичей, шитьё одежды, производство изделий из кожи, офисных принадлежностей и мебели.

## География
Колмен находится в центральной части округа, его координаты: 31°49′53″ с. ш. 99°25′20″ з. д..
Согласно данным бюро переписи США, площадь города составляет около 16 км², из которых 15,9 км² занято сушей, а менее 0,1 км² — водная поверхность.

### Климат
Согласно классификации климатов Кёппена, в Колмене преобладает влажный субтропический климат (Cfa).
| Показатель                | Янв.  | Фев.  | Март  | Апр. | Май  | Июнь | Июль | Авг. | Сен. | Окт. | Нояб. | Дек. | Год   |
| ------------------------- | ----- | ----- | ----- | ---- | ---- | ---- | ---- | ---- | ---- | ---- | ----- | ---- | ----- |
| Абсолютный максимум, °C   | 32,2  | 37,2  | 37,8  | 40   | 43,3 | 43,3 | 45   | 45,6 | 43,9 | 40   | 35,6  | 33,9 | 45,6  |
| Средний максимум, °C      | 15,7  | 17,8  | 22,2  | 26,5 | 29,8 | 33,5 | 35,5 | 35,7 | 31,9 | 26,8 | 20,4  | 16,1 | 25,9  |
| Средняя температура, °C   | 8,3   | 10,2  | 14,3  | 18,8 | 22,7 | 26,5 | 28,3 | 28,2 | 24,6 | 19,3 | 13,2  | 8,9  | 18,6  |
| Средний минимум, °C       | 0,9   | 2,6   | 6,4   | 11,1 | 15,6 | 19,5 | 21,1 | 20,8 | 17,4 | 11,8 | 6     | 1,8  | 11,2  |
| Абсолютный минимум, °C    | −20,6 | −18,3 | −12,8 | −3,9 | 2,2  | 5    | 12,2 | 10   | 2,2  | −3,9 | −11,7 | −20  | −20,6 |
| Норма осадков, мм         | 33    | 37    | 42    | 67   | 105  | 83   | 54   | 59   | 80   | 70   | 43    | 34   | 706   |
| Источник: weatherbase.com |       |       |       |      |      |      |      |      |      |      |       |      |       |

## Население
Согласно переписи населения 2010 года в городе проживало 4709 человек, было 1976 домохозяйств и 1265 семей. Расовый состав города: 86 % — белые, 3 % — афроамериканцы, 0,7 % —
коренные жители США, 0,6 % — азиаты, 0 % (1 человек) — жители Гавайев или Океании, 7,8 % — другие расы, 1,9 % — две и более расы. Число испаноязычных жителей любых рас составило 18,9 %.
Из 1976 домохозяйств, в 28,9 % живут дети младше 18 лет. 45,4 % домохозяйств представляли собой совместно проживающие супружеские пары (14,8 % с детьми младше 18 лет), в 13,7 % домохозяйств женщины проживали без мужей, в 4,9 % домохозяйств мужчины проживали без жён, 36 % домохозяйств не являлись семьями. В 31,8 % домохозяйств проживал только один человек, 15 % составляли одинокие пожилые люди (старше 65 лет). Средний размер домохозяйства составлял 2,36 человека. Средний размер семьи — 2,96 человека.
Население города по возрастному диапазону распределилось следующим образом: 27 % — жители младше 20 лет, 20,7 % находятся в возрасте от 20 до 39, 32 % — от 40 до 64, 20,1 % — 65 лет и старше. Средний возраст составляет 42 года.
Согласно данным опросов пяти лет с 2012 по 2016 годы, средний доход домохозяйства в Колмене составляет 41 568 долларов США в год, средний доход семьи — 45 705 долларов. Доход на душу населения в городе составляет 20 918
долларов. Около 10,6 % семей и 17 % населения находятся за чертой бедности. В том числе 21,8 % в возрасте до 18 лет и 12,1 % в возрасте 65 и старше.

## Местное управление
Управление городом осуществляется мэром и городским советом, состоящим из четырёх человек, один из которых назначается заместителем мэра. Мэр, члены городского совета и шеф полиции избираются на срок в два года, члены городского
совета избираются по округам.

## Инфраструктура и транспорт
Основными автомагистралями, проходящими через Колмен, являются:
- автомагистраль 84 США идёт с северо-запада от Абилина на юго-восток к Браунвуду.
- автомагистраль 283 США идёт с севера от Бэрда на юг к Брейди.
- автомагистраль 153 штата Техас начинается в Колмене и идёт на северо-запад к пересечению с TX 70 в районе Суитуотера.
- автомагистраль 206 штата Техас начинается неподалёку от Колмена на пересечении с US 67 и идёт на юго-восток до города Сиско.

В городе располагается муниципальный аэропорт Колмен. Аэропорт располагает одной взлётно-посадочной полосой длиной 1373 метра. Ближайшим аэропортом, выполняющим коммерческие рейсы, является региональный аэропорт Абилина. Аэропорт находится примерно в 85 километрах к северу от Колмена.

## Образование
Город обслуживается независимым школьным округом Колмен.

## Экономика
Согласно финансовому отчёту города за 2016 финансовый год, Колмен владел активами на $19,51 млн, долговые обязательства города составляли $9,58 млн. Доходы города в 2016 году составили $10,76 млн, а расходы — $10,82 млн.

## Отдых и развлечения

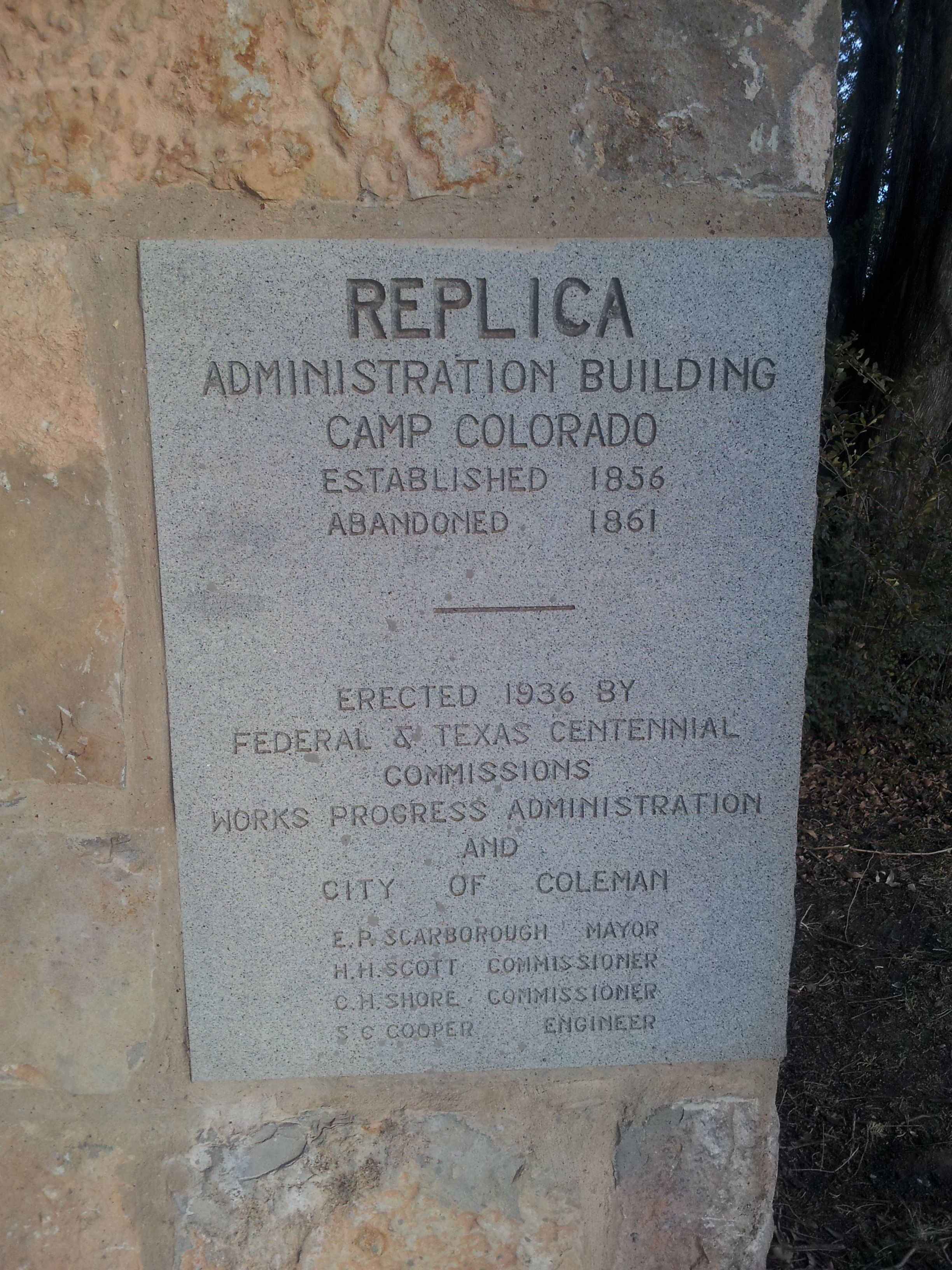
Памятная доска на здании лагеря Колорадо

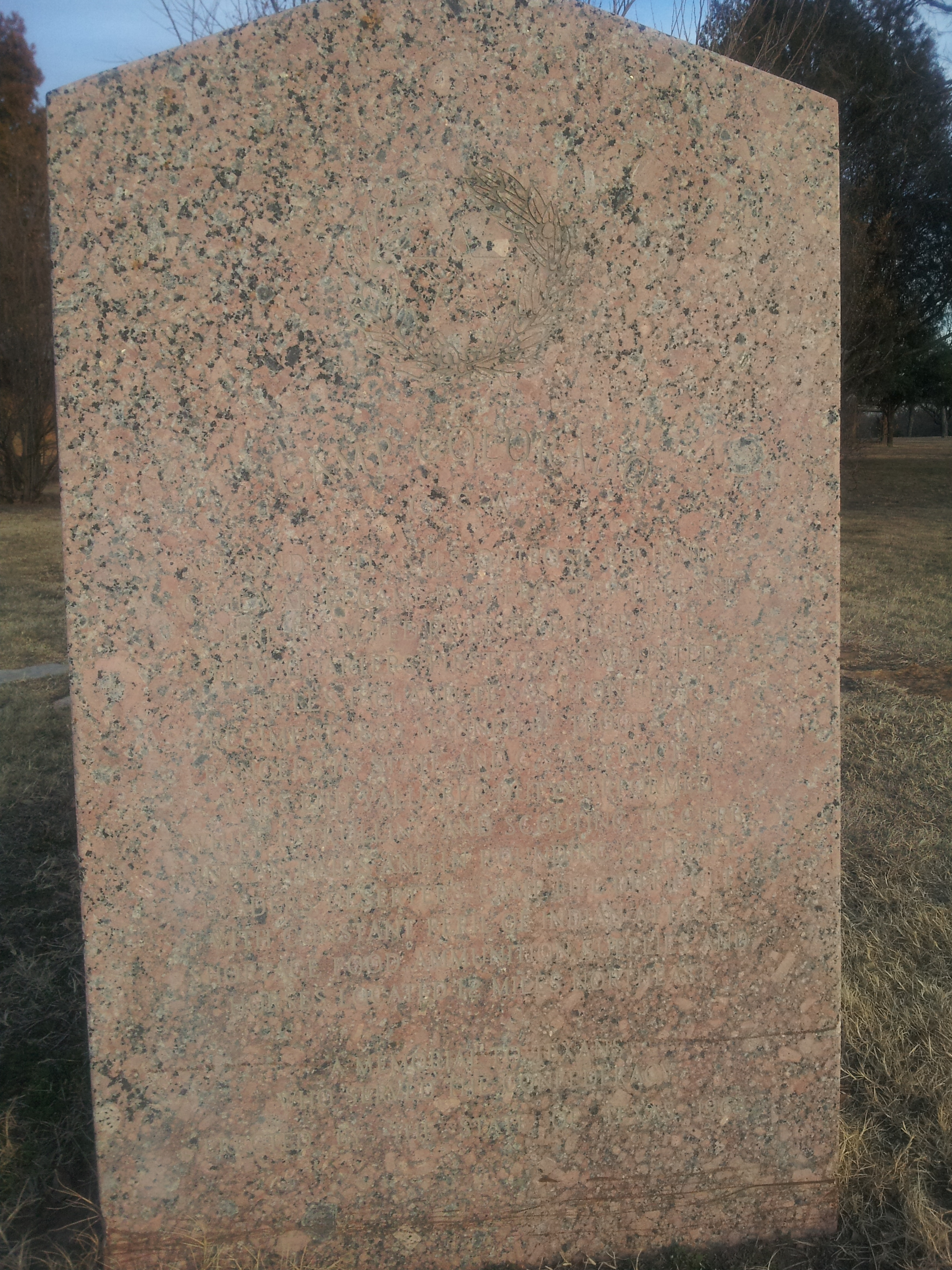
Маркер лагеря Колорадо

Ежегодно в городе проводятся выставка скота в январе, охота на гремучих змей и выставка антиквариата в марте, а также родео в июле.
В Колмене располагается городской парк, в котором находится реплика военного лагеря Колорадо. Во время гражданской войны лагере были расквартированы винтовочный отряд Texas Mounted Riffles и отряд пограничников Texas Frontier Regiment .